# Paul Hennicke

Paul Hennicke

Paul August Ernst Hennicke (* 31. Januar 1883 in Erfurt; † 25. Juli 1967 in Braunschweig) war ein deutscher Politiker (NSDAP), SS-Gruppenführer und Generalleutnant der Polizei.

## Leben
Hennicke besuchte die Bürgerschule, die Höhere Handelsschule in Erfurt und anschließend die Höheren Maschinenbauschulen in Dortmund und Einbeck. Hennicke trat in den Dienst der Deutschen Reichsbahn ein und war beim Reichsbahnausbesserungswerk in Gotha beschäftigt. Von 1914 bis 1917 nahm er als Soldat im Range eines Leutnants am Ersten Weltkrieg teil und wurde mit dem Eisernen Kreuz Erster und Zweiter Klasse ausgezeichnet.
Von April 1922 bis November 1923 war Hennicke Mitglied der NSDAP und trat der neu gegründeten Partei zum 20. Mai 1926 erneut bei (Mitgliedsnummer 36.492). Seit 1925 gehörte er dem Thüringer Landtag und seit 1927 der Stadtverordnetenversammlung von Gotha an. Ab 1933 war Hennicke Thüringischer Staatsrat. Von November 1933 bis 1945 gehörte er dem Reichstag an.
Der SS trat Hennicke am 24. Februar 1929 im Range eines SS-Sturmbannführers bei (SS-Nummer 1.332). Am 20. April 1934 erfolgte die Beförderung zum SS-Brigadeführer und am 30. Januar 1938 die zum SS-Gruppenführer. Er leitete zunächst die Standarte 14 „Gotaburg“ und ab 9. November 1933 als SS-Oberführer den Abschnitt XXVII „Fulda-Werra“. Zudem war er vom 25. März 1938 bis 1942 Polizeipräsident von Weimar und ab Oktober 1942 SS- und Polizeiführer in Rostow am Don. In gleicher Funktion wechselte er am 1. Mai 1943 nach Kiew. 1943 erhielt er von Hitler eine Dotation in Höhe von 150.000 Reichsmark. Ab Januar 1944 wurde er zur Führerreserve des Reichsführers SS versetzt und dort für Sonderaufgaben zuständig. Ab Anfang Juni 1944 war er Inspekteur für den Volkssturm im SS-Hauptamt und ab Januar 1945 Inspekteur des Volkssturm „Mitte“. Vor einem Standgericht der Wehrmacht in Weimar wurde Hennicke im Frühjahr 1945 freigesprochen. Ihm war Kritik an der Weiterführung der Kampfhandlungen vorgeworfen worden. Ende April 1945 nahm Hennicke in Regensburg als Gesandter des Gauleiters Ludwig Ruckdeschel Einfluss auf das Standgericht gegen den Domprediger Johann Maier, der wegen angeblicher Wehrkraftzersetzung zum Tode verurteilt wurde.
Nach Kriegsende stellte sich Hennicke am 1. Juni 1945 der US-Army in Gotha. Nach der Internierung lebte Hennicke als Rentner in Braunschweig.